# Josué 24
Josué 24 es el vigesimocuarto y último capítulo del Libro de Josué en la Biblia hebrea o en el Antiguo Testamento de la Biblia cristiana. Según la tradición judía, el libro se atribuyó a Josué, con añadidos de los sumos sacerdotes Eleazar y Fineas, pero los eruditos modernos la consideran parte de la Tradición deuteronómica, que abarca desde el libros del Deuteronomio hasta 2 Reyes, atribuida a escritores nacionalistas y devotos de Yahvé durante la época del rey reformador de Judea Josías en el siglo VII a. C.. Este capítulo recoge el discurso final de Josué al pueblo de Israel, que termina con una renovación del pacto con YHWH, y los apéndices del libro, una parte de una sección que comprende Josué 22:1-24:33 sobre los israelitas preparándose para la vida en la tierra de Canaán.

## Texto
Este capítulo fue escrito originalmente en Lengua hebrea. Está dividido en 33 Versículos.

### Testigos textuales
Algunos manuscritos antiguos que contienen el texto de este capítulo en hebreo pertenecen a la tradición del Texto Masorético, que incluye el Códice de El Cairo (895), el Códice de Alepo (siglo X) y el Códice Leningradoensis (1008).
Los manuscritos antiguos existentes de una traducción al griego koiné conocida como Septuaginta (originalmente se hizo en los últimos siglos a. C.) incluyen el Codex Vaticanus (B; {\displaystyle {\mathfrak {G}}}B; siglo IV) y Codex Alexandrinus (A; {\displaystyle {\mathfrak {G}}}A; siglo V). 

## Análisis
.

Mapa de la asignación de tierras a las tribus de Israel en tiempos de Josué

La narración de la preparación de los israelitas para la vida en la tierra comprende los Versículos 22:1 a 24:33 del Libro de Josué y tiene el siguiente esquema:
A. El altar del Jordán (22:1-34)
B. La despedida de Josué (23:1-16)
1. El escenario (23:1-2a)
2. La seguridad de la asignación (23:2b-5)
3. Aliento a la fidelidad duradera (23:6-13)
4. El Cumplimiento Seguro de la Palabra de Dios (23:14-16)
C. Pacto y conclusión (24:1-33)
1. Pacto en Siquem (24:1-28)
a. Convocatoria de las tribus (24:1)
b. Repaso de la historia de la Alianza (24:2-13)
c. El desafío de Josué a la adoración fiel (24:14-24)
i. El desafío inicial de Josué (24:14-15)
ii. La respuesta del pueblo (24:16-18)
iii. Diálogo sobre la adoración fiel (24:19-24)
d. Pacto hecho en Siquem (24:25-28)
2. Conclusión: Tres entierros (24:29-33)
a. Josué (24:29-31)
b. José (24:32)
c. Eleazar (24:33)
El libro de Josué concluye con dos ceremonias distintas, cada una de las cuales parece ser un final:
1. Un discurso de despedida de Josué a las tribus reunidas en un lugar sin nombre (Josué 23)
2. Una ceremonia de renovación del pacto en Siquem (Josué 24)

## Pacto en Siquem (24:1-28)
El último discurso de despedida de Josué al pueblo de Israel en este capítulo tuvo lugar durante una ceremonia en Siquem (Versículo 1), que tiene importantes raíces en la narrativa del éxodo y la conquista (Deuteronomio 11:29; 27; Josué 8:30-35), y está fuertemente asociado con el pacto. La importancia de Siquem se apoya en el Libro de los Jueces con una referencia a un templo de 'Baal-berith' (o 'El-berith'), es decir, el 'señor' (o 'dios') 'de la alianza' (Jueces 9:4, 46).
Este capítulo presenta características únicas:
- un preámbulo (Versículo 1)
- un repaso de la relación histórica entre Dios e Israel (Versículos 2-13)
- estipulaciones y exigencia de lealtad (versículos 14-15, 25)
- testigos formales (versículos 22, 27)
- redacción de un documento (versículos 26-27), y
- una declaración de consecuencias (versículo 20-en contraste con Deuteronomio 28, aquí sólo se registran las malas consecuencias de la deslealtad).[13]

La narración en forma de construcción literaria se asemeja al antiguo tratado, con el significado real de que registra el compromiso real del pueblo de Israel con YHWH en lugar de con otros dioses, y su aceptación de esto como base de sus vidas. El contexto histórico de la narración se basa en temas que pertenecen a las tradiciones de Israel: los orígenes de los antepasados de Israel en Mesopotamia y la línea patriarcal (Versículos 2-4, Cf. Génesis 11:27-12:9), el Éxodo de Egipto y el peregrinaje por el desierto (Versículos 5-9), los conflictos en Transjordania y la historia de Balaam (Versículos 9-10, cf. Números 22-24), y la conquista de Canaán. La arqueología ha encontrado estructuras en los restos de la antigua Siquem y en el monte Ebal, que podrían estar relacionadas con esta ceremonia y con la registrada en Josué 8:30-35.
Ahora los israelitas van a entrar en una renovación del pacto (después de los pactos en el monte Horeb y la llanura de Moab), se les llama a la lealtad exclusiva (Versículos 14-15), desafiados con la posibilidad de que «no pueden servir al SEÑOR», sobre la base de que parece malo, injusto, irrazonable o inconveniente hacerlo. Se da una fuerte advertencia de no pensar que la lealtad a YHWH será fácil y de entrar en el pacto a la ligera (Deuteronomio 9:4-7).. Esto se basa en la inclinación de las primeras generaciones de Israel a recurrir a otros dioses desde el principio (Éxodo 32; Números 25), que Deuteronomio 32 retrata a Israel como infiel. El efecto aquí podría ser retórico, ya que la generación de Josué es retratada como fiel (Jueces 2:7,10).

### Versículo 26

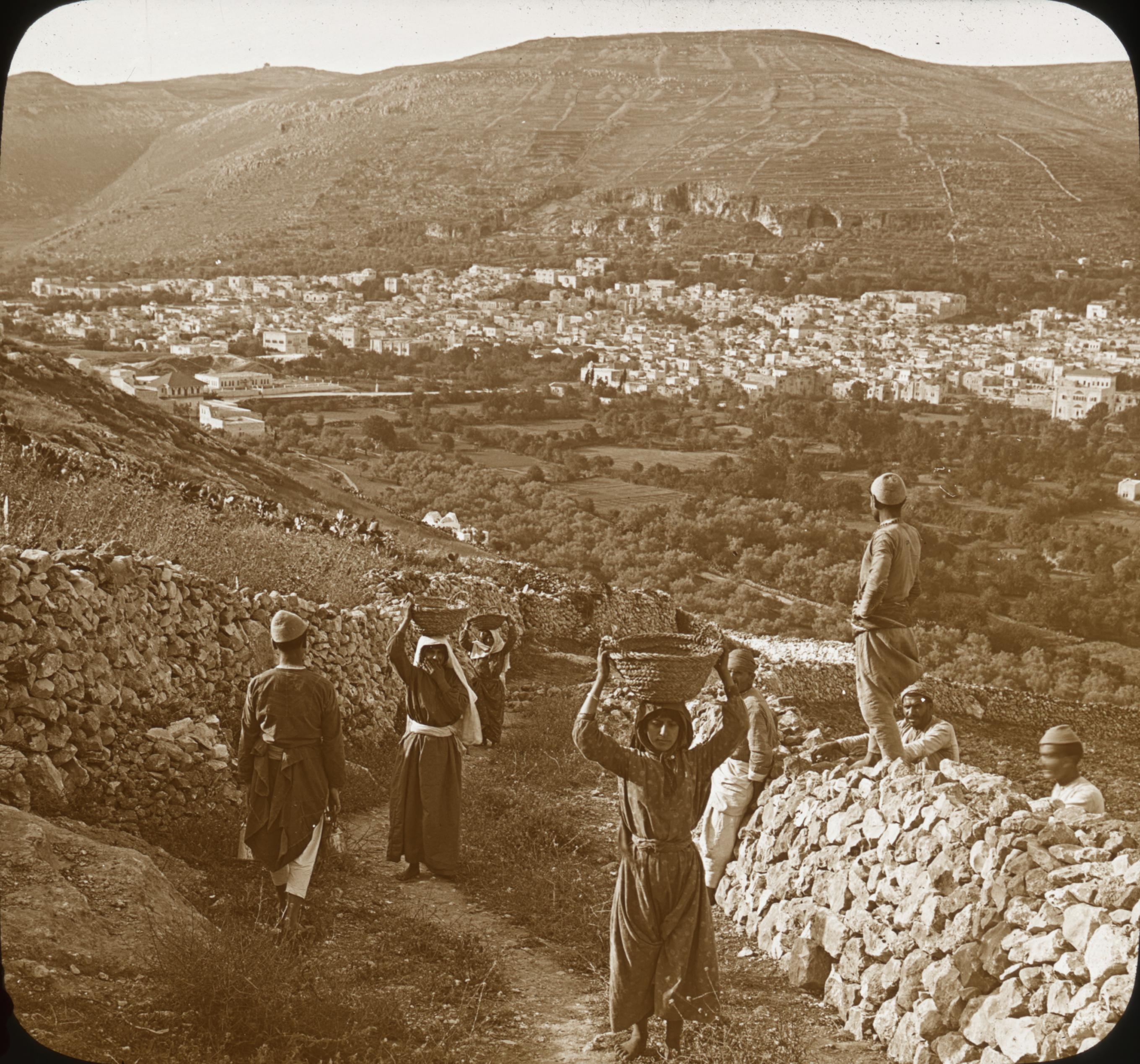
La ciudad de Siquem con el monte Gerizim al fondo, vista desde el monte Ebal al norte. Fotografía de hacia 1915

.
Y Josué escribió estas palabras en el Libro de la Ley de Dios. Y tomó una piedra grande y la colocó allí, debajo del terebinto que estaba junto al santuario de Yahveh. 
- «Piedra grande» (hebreo: matzevot): Esta piedra fue redescubierta por un arqueólogo alemán, Ernst Sellin, durante la excavación en la antigua Siquem en 1926-1928, frente a las ruinas de un lugar de culto al que se refiere este versículo como 'el santuario de Yahveh'.[18]
- «El terebinto»: un árbol viejo y grande, bajo el cual Jacob había escondido los terafines de su casa (Génesis 35:4).[19] El lugar del árbol se llama Allon-Moreh, «el roble de Moreh» en Génesis 12:6 y Génesis 35:4.[20]

#### Comentarios a los versículos 1-28
El libro de Josué no es simplemente un relato de conquistas militares, sino una profunda lección teológica sobre la fidelidad de Dios, quien siempre cumple sus promesas, y una invitación al pueblo a corresponder con igual fidelidad. Esto queda confirmado con la renovación de la Alianza al final del libro, cuando el pueblo que ha tomado posesión de la tierra prometida renueva el compromiso asumido por sus antepasados en el monte Sinaí.
La ceremonia, realizada en Siquem, comienza con un prólogo histórico que recuerda las obras del Señor en favor de Israel (vv. 2-13). Luego, Josué desafía al pueblo a decidir si seguirán siendo fieles al Señor (vv. 14-24). Ante la respuesta unánime del pueblo, que se compromete a servir al Señor y obedecerle, se realiza el rito que ratifica la Alianza (vv. 25-27). Este proceso refleja elementos similares a los pactos hititas de vasallaje del segundo milenio a. C., otorgando a la Alianza no solo un carácter religioso, sino también fuerza legal.
La Alianza constituye la base de la moral cristiana, al mostrar que Dios dirige la historia y llama a los suyos a un compromiso concreto de fidelidad:

La doctrina moral cristiana, en sus mismas raíces bíblicas, reconoce la específica importancia de una elección fundamental que cualifica la vida moral y que compromete la libertad a nivel radical ante Dios. Se trata de la elección de la fe —de la obediencia de la fe (cfr Rm 16,26)—, por la que “el hombre se entrega entera y libremente a Dios”, y le ofrece “el homenaje total de su entendimiento y voluntad” (Dei Verbum, 5). (…) En el Decálogo se encuentra, al inicio de los diversos mandamientos, la cláusula fundamental: “Yo, el Señor, soy tu Dios” (Ex 20,2), la cual, confiriendo el sentido original a las múltiples y varias prescripciones particulares, asegura a la moral de la Alianza una fisonomía de totalidad, unidad y profundidad. La elección fundamental de Israel se refiere, por tanto, al mandamiento fundamental (cfr Jos 24,14-25; Ex 19,3-8, Mi 6,8).

## Tres entierros (24:29-33)
Cuatro breves unidades concluyen todo el libro y, en cierto sentido, el Hexateuco (Libros de Génesis-Josué). Las muertes de Josué y Eleazar, corresponsables de la división de la tierra, se registran como las secciones exteriores que enmarcan estas cuatro unidades, señalando el final de la era de conquista y asentamiento (cf. la muerte de Moisés como el final del período del éxodo; Deuteronomio 34). Josué recibe finalmente el título de 'siervo de Yahveh' (como Moisés), y fue enterrado en Timnath-serah en la tierra que le fue dada como herencia personal (Josué 19:49-50; cf. Jueces 2:8-9). La nota referente a Israel registra que fueron fieles durante la vida de Josué, concordando con Jueces 2:7, trayendo la aspiración completada en Josué de 'un pueblo habitando pacífica y obedientemente en una tierra dada en cumplimiento de la promesa de Dios'. El énfasis se pone en el 'servicio', o adoración, a YHWH, haciéndose eco del compromiso asumido en el diálogo del pacto (versículos 14-22).

### Versículo 32
Los huesos de José, que los hijos de Israel sacaron de Egipto, los enterraron en Siquem, en una parcela que Jacob compró a los hijos de Hamor, padre de Siquem, por cien piezas de plata; y fue herencia de los hijos de José": RVR</ref>
El registro del entierro de José se conecta expresamente con Génesis 50:24-26 y 9, situando la historia de Josué en un contexto más amplio en el que el «final» alcanzado en ella se relaciona con las promesas hechas a los patriarcas tiempo atrás, el gran tema del Libro del Génesis: Los huesos de José fueron finalmente enterrados en la tierra de Canaán, en Siquem, en el territorio de Manasés, el primogénito de José.